# Izzatullo Hajojew
Izzatullo Hajojew (ur. 22 czerwca 1936 w kiszłaku Chodżaishok k. Kulabu, zm. 25 kwietnia 2015 w Duszanbe) – radziecki i tadżycki polityk, przewodniczący Rady Ministrów Tadżyckiej SRR w latach 1986-1990, premier Tadżykistanu w latach 1991-1992.
W 1954 skończył technikum finansowo-kredytowe w Duszanbe, a w 1961 Tadżycki Uniwersytet Państwowy. Od 1956 pracownik ministerstwa finansów Tadżyckiej SRR, od 1961 członek KPZR i kierownik wydziału w ministerstwie rolnictwa Tadżyckiej SRR, 1964-1965 zastępca przewodniczącego kołchozu, 1965-1966 kierownik rejonowego zarządu gospodarstw wiejskiej w Pandż, 1966-1968 kierownik wydziału w komitecie kontroli ludowej Tadżyckiej SRR, 1968-1970 słuchacz Wyższej Szkoły Partyjnej przy KC KPZR, 1970-1973 I sekretarz Rejonowego Komitetu Komunistycznej Partii Tadżykistanu w Kalai Chumb, 1973-1978 przewodniczący komitetu wykonawczego rady ludowych deputatów Autonomicznego Obwodu Górski Badachszan, 1978-1983 minister przemysłu mięsnego i mlecznego Tadżyckiej SRR, 1983-1986 I sekretarz Komitetu Obwodowego KPT w Kulabie. Od 4 stycznia 1986 do 30 listopada 1990 przewodniczący Rady Ministrów Tadżyckiej SRR. Od grudnia 1990 wiceprezydent Tadżyckiej SRR. 1986-1990 kandydat na członka KC KPZR, od lipca 1990 członek KC KPZR, deputowany do Rady Najwyższej ZSRR 11 kadencji. Od 25 czerwca 1991 do 9 stycznia 1992 premier Tadżykistanu. Odznaczony dwoma Orderami Czerwonego Sztandaru Pracy i dwoma medalami.
Zmarł 25 kwietnia 2015 w Duszanbe w wieku 78 lat. 